# Ole Evinrude
Ole Evinrude, geboren als Ole Evenrudstuen (* 19. April 1877 nahe Oslo; † 12. Juli 1934) war ein norwegisch-amerikanischer Erfinder, er machte den Außenbordmotor populär.

## Leben
Geboren war er auf einem Bauernhof 100 km nördlich von Oslo. 1882 emigrierten seine Eltern in die USA und siedelten in Cambridge (Wisconsin), wo Ole die Grundschule früh verließ. Er bevorzugte es, mit den Farmwerkzeugen und -maschinen zu arbeiten, zunächst bei seinem Vater, dann als Auszubildender und Arbeiter in Fabriken in Chicago und Pittsburg. In den 1880er Jahren las er erstmals von der Verbrennungsmaschine. 1900 kehrte er nach Wisconsin zurück, wo er einen Laden eröffnete. In seiner Freizeit baute er seinen eigenen pferdelosen Wagen. 
Um 1903 half er Harley und Davidson bei ihrem ersten Gefährt.
Seine Mitarbeiterin im Büro war die junge Nachbarin Bess Cary, mit der er sich 1906 verlobte. Während eines Picknicks auf einer Insel machte er eine Ruderbootstour von 5 Meilen, um seiner Verlobten Eiscreme zu holen. Unterwegs kam er zu der Überzeugung, dass Autos nicht die einzigen Fahrzeuge seien, die Nutzen aus einem Benzinmotor ziehen könnten. 
Im Sommer 1907 testete er seinen ersten Außenbordmotor mit 1,5 PS, der laut seiner Frau eher wie eine Kaffeemühle aussah. Die folgenden zwei Jahre verbesserte er ihn und erhielt 1911 darauf das Patent Nr. 1,001,260 (Marine Propulsion System). Er gründete die Firma Evinrude Motor Co. und vermarktete die Motoren unter seinem Familiennamen Evinrude. Obgleich andere Erfinder schon seit 1881 mit Außenbordern experimentierten, wurde seiner erstmals erfolgreich. 
1911 ging er eine Partnerschaft mit dem Dampfer-Magnaten Chris Meyer ein. Wegen der sich verschlechternden Gesundheit von Bess verkaufte Ole 1914 den Rest der Geschäftsanteile an Meyer, um Urlaub zu machen. Zusammen mit ihrem Sohn Ralph (* 27. April 1907) reisten sie 5 Jahre durch die USA. 
Als er zurückkehrte, hielt er es für fair, Meyer seine neue Erfindung, einen Zweizylinder, 3-PS-Außenborder anzubieten. Meyer lehnte ab. Da dieser jedoch die Rechte am Namen Evinrude hatte, musste Evinrude seinen Motor unter dem neuen Firmennamen „Elto“ (Evinrude Light Twin Outboard) vermarkten. Er führte damit einen erfolgreichen Konkurrenzkampf mit der Firma von Meyer. 1929 wurden die Firmen Elto, Evinrude und Lockwood zur „Outboard Motors Corporation“ (OMC) vereint. Die Übernahme von Johnson und die Namensänderungen über Outboard Marine and Manufacturing Company zur Outboard Marine Corporation (bei unveränderter Abkürzung OMC) erlebte Evinrude nicht mehr.